# Aline Bouvy
Pour les articles homonymes, voir Bouvy.
 (novembre 2020).
Si vous disposez d'ouvrages ou d'articles de référence ou si vous connaissez des sites web de qualité traitant du thème abordé ici, merci de compléter l'article en donnant les références utiles à sa vérifiabilité et en les liant à la section « Notes et références ».
 (novembre 2020).
- Si vous ne connaissez pas le sujet, laissez ce bandeau (vous pouvez alors contacter les auteurs).
- Si vous supprimez le contenu mis en cause (vous pouvez préalablement contacter les auteurs),

argumentez précisément cette suppression dans la page de discussion
(un manque de référence n'est pas un argument ; une recherche réelle de référence doit avoir été effectuée, être formellement documentée).
Aline Bouvy, née en 1974 à Watermael-Boitsfort, est une artiste plasticienne belge. 

## Biographie
Aline Bouvy a étudié à l'ERG (école de recherche graphique) à Bruxelles de 1995 à 1999, et à la Jan van Eyck Academie de Maastricht de 1999 à 2001, puis s'est installée à Berlin et à Londres, avant de revenir à Bruxelles où elle vit aujourd’hui.
De 2010 à 2013, elle participe, avec les artistes Charlotte Beaudry, Céline Gillain, Claude, Delphine Deguislage, Aurélie Gravas et Claudia Radulescu, en collaboration avec Virginie Devillez, au collectif Tale (The After Lucy Experiment). Après de nombreuses années de collaboration avec John Gillis, elle commence à travailler seule en 2014. Depuis lors, elle participe à des expositions individuelles et collectives dans des lieux tels que le Musée national d'histoire et d'art du Luxembourg, le Kunstraum de Londres, le Motel de Brooklyn, Exo Exo de Paris, la New Jörg Gallery de Vienne, la Johannes Vogt Gallery de New York, la IMT Gallery de Londres, Parallel d'Oaxaca, la NICC de Bruxelles et le Copenhagen Art Festival.[source insuffisante]
Aline Bouvy est représentée par la galerie Baronian Xippas et la galerie Nosbaum Reding.

## Œuvre
Dans cette perspective, elle essaie, non pas de se mettre en marge de la société, mais de traiter de manière faussement nonchalante des aspects de notre société souvent dénigrés ou considérés comme tabous, sales, ou de mauvais goût et d'intégrer ces éléments dans son processus créatif afin de se libérer de toute catégorisation. Elle scanne le corps humain, ses déjections et ses endroits les plus pudiquement tus ou cachés.

## Expositions individuelles
2013
- It tastes like shit, it is shit, want a toothbrush, NICC, Bruxelles

2014
- Politics of Intimacy, Nosbaum Reding, Luxembourg
- Forme et Langage de l'Empathie, Espace d'Arts Plastiques Madeleine Lambert, Vénissieux/Lyon

2015
- New Pabulum, duoshow with Simon Davenport, curateur : Juste Kostikovaite, Kunstraum, Londres
- Sorry, I slept with your dog, Exo Exo, Paris
- Man-made objects, curateur : Lieven Seghers & Frank Koolen, 120 minutes, Bruxelles
- I'm not interested in humans these days, Le Salon, Bruxelles

2016
- Heavy Fuckry / I don't need you to feed me, Billboard Series #5, Artlead, 019-Dock Noord, Gand
- Who will wear my teeth as amulets?, curateur : Laurence Dujardyn et Matthias Wille, Motel, Brooklyn
- Urine Mate, Galerie Albert Baronian, Bruxelles

2017
- The future of not working, curatur : Louise Osieka, Ciap, Hasselt
- Pale, Havoc, Maison Grégoire-Observatoire Galerie, avec Simon Davenport, curated=ur : Emmanuel Lambion, Bruxelles

2018
- Bastinado, Galerie Albert Baronian, Bruxelles
- People With Vaginas, Galerie Nosbaum Reding, Luxembourg
- Maturity, Loggia, Munich
- Slender Thrills, A Temporary Monument For Brussels, Art in Public Space, curateur : Artlead, Place Sainctelette, Bruxelles

2019
- PUP, Kunstlerhaus Bethanien, Berlin

2020
- PUP - The Cabaret Version, IKOB, Eupen

## Expositions collectives
- 2019 : Exposition Aline Bouvy, Xavier Mary, Loup Sarion[5], au Musée d'art contemporain en plein air du Sart Tilman
- 2020 : Art au Centre 2020 #3[6], à Liège

## Collections
- Collectie van de Vlaamse Gemeenschap, Belgique
- Collection du Ministère de la Culture, Luxembourg
- Collection du Musée national d'histoire et d'art, Luxembourg
- Collection de Kanal - Centre Pompidou, Belgique[7]